# Edificio Museoalde
El Edificio Museoalde es un edificio de uso mixto ubicado en la zona de Abandoibarra de la villa de Bilbao. Se sitúa en el antiguo solar del edificio IFAS, en la confluencia del final del paseo de Uribitarte y el inicio de la avenida Abandoibarra, junto a la alameda de Mazarredo. El edificio con forma de velero se alza entre Isozaki Atea y el Museo Guggenheim. Su construcción finalizó en diciembre de 2018.

## Características
Promovido por la UTE Eslora Proyectos y Jaureguizar y diseñado por el estudio bilbaíno Agvar Arquitectos y Carlos Albisu, el Edificio Museoalde remata la alameda de Mazarredo salvando el desnivel entre esta calle y la ría de Bilbao.
Tiene un total de 17 plantas sobre el nivel de la ría: 4 de aparcamiento, planta baja, 4 plantas destinadas al Hotel Vincci Consulado de Bilbao y otras 9 residenciales.

## Comunicaciones
- Estación de Uribitarte del tranvía de Bilbao.